# Liste der denkmalgeschützten Objekte in Gössendorf
Die Liste der denkmalgeschützten Objekte in Gössendorf enthält die denkmalgeschützten, unbeweglichen Objekte der Gemeinde Gössendorf im steirischen Bezirk Graz-Umgebung.

## Denkmäler
| Foto |                 | Denkmal                                                  | Standort                            | Beschreibung | Metadaten |
| ---- | --------------- | -------------------------------------------------------- | ----------------------------------- | --- | --- |
| ja   | Datei hochladen | Ortskapelle Gössendorf HERIS-ID: 99443 Objekt-ID: 115578 | Gössendorf Standort KG: Gössendorf  | | BDA-Hist.: Q37774168 Status: § 2a Stand der BDA-Liste: 2025-06-30 Name: Ortskapelle Gössendorf GstNr.: .89                  |
| ja   | Datei hochladen | Hof Mühlegg (Mühleck) HERIS-ID: 59386 Objekt-ID: 70647   | Schloßweg 4 Standort KG: Gössendorf | Der hakenförmige Bau stammt aus dem 17. Jahrhundert und geht auf eine Mühle zurück. Die Fassade ist schlicht, eine Ausnahme sind mehrere Wappen und Gedenksteine an der Fassade. 1597–1599 lebte Johannes Kepler hier, für ihn wurde extra ein astronomischer Turm erbaut, der aber 1868 wieder abgerissen wurde und sich nur mehr im Dachstuhl nachweisen lässt. | BDA-Hist.: Q19308686 Status: § 2a Stand der BDA-Liste: 2025-06-30 Name: Hof Mühlegg (Mühleck) GstNr.: 363/1 Schloss Mühlegg |
| ja   | Datei hochladen | Ortskapelle Thondorf HERIS-ID: 99445 Objekt-ID: 115580   | Thondorf Standort KG: Thondorf      | | BDA-Hist.: Q37774177 Status: § 2a Stand der BDA-Liste: 2025-06-30 Name: Ortskapelle Thondorf GstNr.: 402/20                 |